# Calodesma contracta
Calodesma contracta är en fjärilsart som beskrevs av Walker 1854. Calodesma contracta ingår i släktet Calodesma och familjen björnspinnare. Inga underarter finns listade i Catalogue of Life.